# زواج المثليين في إسكتلندا
أصبح زواج المثليين قانونيا في اسكتلندا منذ 16 ديسمبر 2014. نظرا لأن قانون الأسرة ليس في سلطة برلمان المملكة المتحدة، لدى البرلمان الإسكتلندي القدرة التشريعية لإجراء تغييرات على قانون الزواج.

## الشراكات المدنية
أصبحت الشراكات المدنية (بالإنجليزية: civil partnerships)‏ باللغة الاسكتلندية: ceevil pairtnership؛ باللغة الغيلية الاسكتلندية:
(com-pàirteachas sìobhalta) قانونية للشركاء المثليين في اسكتلندا منذ عام 2005، عندما أقر برلمان المملكة المتحدة «قانون الشراكة المدنية 2004» (بالإنجليزية: Civil Partnership Act 2004)‏ باللغة اسكتلندية: (Ceevil Pairtnership Act 2004) باللغة غيلية اسكتلندية: (Achd Com-pàirteachasan Sìobhalta 2004). قانون يعطي الشركاء المثليين معظم (وليس كل) حقوق ومسؤوليات الزواج المدني. ويحق للشركاء المدنيين نفس حقوق الملكية كما يحق للمتزوجين المغايرين، كما يعطي للشركاء نفس الإعفاء الذي يحصل عليه المتزوجون على ضريبة الميراث، والضمان الاجتماعي والتقاعد والفوائد، وأيضا القدرة على الحصول على مسؤولية الأبوة والأمومة لأطفال الشريك، وكذلك المسؤولية عن الصيانة المعقولة لشريكه وأطفاله، وحقوق الإيجار، والتأمين على الحياة الكاملة، وحقوق الأقرباء في المستشفيات، وغيرها. هناك عملية رسمية لإلغاء الشراكات شبيهة بالطلاق.
كان لتشريع زواج المثليين في اسكتلندا العديد من التأثيرات الملحوظة على التشريعات المتعلقة بالشراكات المدنية الاسكتلندية. على الرغم من أن الحكومة الاسكتلندية لم تقرر بعد ما إذا كانت ستفتح الشراكات المدنية للشركاء المغايرين أم لا، فقد اختارت الحكومة تقديم:
- اختبارات محتملة للهيئات الدينية والعقائدية للاجتماع عند عقد الزواج أو تسجيل الشراكات المدنية في ضوء تزايد المخاوف من حالات الزواج الزائفة والقسرية.

- الاحتفالات الدينية والمعتقدية لتسجيل الشراكات المدنية.

منذ تشرين الثاني/نوفمبر 2015، يمكن تحويل الشراكات المدنية التي تنشأ في أماكن أخرى في المملكة المتحدة بخلاف اسكتلندا (بما في ذلك أيرلندا الشمالية) إلى زواج دون أن يضطر الزوجان إلى حل الشراكة المدنية.

## زواج المثليين

### العريضة
في كانون الثاني/يناير 2009، تم إعداد عريضة من قبل نيك هندرسون، مدير شبكة إل جي بي تي للدفاع عن حقوق المثليين، لتقديمها إلى البرلمان الإسكتلندي. طالبت العريضة بتغيير القانون الذي يمنع الأشخاص المثليين والمثليات من الزواج، من خلال تعديل «قانون الزواج (اسكتلندا) 1977». كما دعا الالتماس إلى السماح بتنظيم حفلات زواج المثليين من قبل الجماعات الدينية، ولكن فقط إذا أعطت المؤسسة الدينية موافقتها. بالإضافة إلى الدعم السياسي من رئيس حزب العمال في البرلمان الأوروبي، غلينيس ويلموت، ومن عضو البرلمان الأوروبي والناشط في مجال حقوق المثليين مايكل كاشمان، حصلت العريضة على توقيعات والدعم من سيليا كيتزينغر و«سو ويلكينسون» وثمانية من قادة الكنائس، من الكنيسة الأسقفية ومن كنيسة اسكتلندا. وكثيرا ما تحدث الكاهن كلفن هولسوورث، رئيس أساقفة الكنيسة الأسقفية الاسكتلندية سانت ماري في غلاسغو، عن استعداده ورغبته في القيام بزواج المثليين قانونيا في كنيسته، وكان أحد الداعمين الرئيسيين للعريضة. كما أنها حظيت بدعم كبير من عضو البرلمان الإسكتلندي عن حزب العمال جورج فولكس. أغلقت العريضة في 6 مارس، حيث جمعت 1,007 توقيعاً.
في 17 آذار/مارس 2009، وافقت لجنة الالتماسات بالإجماع على استجواب الحكومة الاسكتلندية بشأن ما إذا كانت تخطط لتعديل «قانون الزواج (اسكتلندا) 1977» للسماح بزواج المثليين. كما طلبوا تقديم سبب إذا لم يكن بالإمكان النظر في تعديل ما لذلك.
في مارس/آذار 2009، وقبل تقديم التماس شبكة إل جي بي تي إلى البرلمان الإسكتلندي، أسست «أن يو أس اسكتلندا» «حملة المساواة في الزواج»، وأطلقت عريضة مماثلة للبرلمان الإسكتلندي ودعت إلى تعديل التشريع للسماح بزواج المثليين وبالشراكات المدنية للمغايرين جنسيا في اسكتلندا، على الرغم من أن الالتماس نفسه لم يميز بين الزواج المدني والديني. هذه الحملة جذبت دعم عدد من أعضاء البرلمان الأوروبي وأعضاء البرلمان الإسكتلندي، فضلا عن المنظمات والأفراد الناشطين. أغلقت العريضة في 1 سبتمبر 2009، بعد أن جمعت 1331 توقيعاً. وفي 8 أيلول / سبتمبر، اجتمعت لجنة الالتماسات بعد العطلة الصيفية، ووافقت على الاتصال بالحكومة سعيا للحصول على ردود على نقاط محددة أثيرت في كلا الالتماسين والمناقشة.
في 1 كانون الأول / ديسمبر 2009، قررت لجنة الالتماسات تنظيم اجتماع بين وزير حكومي ومقدمي الالتماسات، بالإضافة إلى الاستفسار عما إذا كانت الحكومة قد تنظر في إنشاء لجنة استشارية من الأطراف المعنية. رفضت الحكومة الالتماس، لأن إضفاء الشرعية على زواج المثليين في اسكتلندا يقتضي إجراء تغييرات في الأمور التي ليس فيها تداول للسلطات، مثل مجالات الهجرة والمعاشات التقاعدية وقانون الميراث، والتي يجب القيام بها كلها على المستوى الوطني. قالت رئيسة وحدة المساواة الحكومية هيلاري ثيرد إنه على الرغم من وجهة نظر المساواة «بأن المساواة في الزواج هو أين نريد أن نكون»، فإنه سيكون «وضعًا صعبًا» إذا كان زواج المثليين قانونيًا في اسكتلندا ولكن ليس قانونيا في إنجلترا. في عام 2011، أعلنت الحكومة البريطانية عن إجراء مشاورات حول تشريع زواج المثليين في إنجلترا وويلز، وقد بدأت في مارس 2012.

### المشاورة
من سبتمبر إلى ديسمبر 2011، عقدت الحكومة الاسكتلندية مشاورة حول القضية بعد أن وجد استطلاع لمؤسسة المواقف الاجتماعية الاسكتلندية أن 60% من الاسكتلنديين يؤيدون تقنين زواج المثليين في اسكتلندا. قدمت المشورة النظر في كل من إزالة المحظورات الدينية للشراكات المدنية وتشريع زواج المثليين داخل البلد. في مقدمة وثيقة التشاور، ذكرت نائبة الوزير الأول نيكولا ستارجن:
«تختار الحكومة الاسكتلندية أن توضح وجهات نظرها الأولية في بداية هذه المشاورات. نميل إلى الرأي القائل بأنه يجب ألا يتم حظر الاحتفالات الدينية للشراكات المدنية، وأنه ينبغي تشريع زواج المثليين حتى يتسنى للأزواج المثليين خيار الزواج إذا كانت هذه هي الطريقة التي يرغبون في إظهار التزامهم تجاه بعضهم البعض، ونعتقد أيضا أنه لا ينبغي أن تكون أي هيئة دينية أو موظفوا الزفاف الخاصين بها ملزمين بعقد احتفالات زواج المثليين أو الشراكة المدنية.»
خلافا للاستشارات الإنجليزية والويلزية، تناولت الاستشارة الاسكتلندية قضية زواج المثليين في السياق الديني. في 10 ديسمبر 2011، ذكرت صحيفة ذا سكوتسمان أنه تم تلقي حوالي 50,000 رد من داخل اسكتلندا. في الواقع، عندما تم الانتهاء من العد، وصل المجموع إلى 77,508. قدمت الحكومة نتائج وتحليل الاستشارات في يوليو 2012. وكان المستجيبون الذين عارضوا تقنين زواج المثليين في الغالبية، مع 67% ضده. ولكن، قدما 14,869 (19%) من الإجابات من خارج اسكتلندا وتم تقديم 26,383 (34%) بواسطة بطاقة بريدية مطبوعة مسبقا بدلا من ورقة الاستشارة المناسبة.

### التشريع
في 25 تموز/يوليو 2012، أعلنت الحكومة الاسكتلندية أنها ستقدم تشريعا لتقنين زواج المثليين المدني والديني في اسكتلندا. وكررت الحكومة عزمها على ضمان عدم إجبار أي مجموعة دينية أو فرد من رجال الدين على القيام بهذه الاحتفالات؛ كما أعلنت عن عزمها العمل مع حكومة وستمنستر لإجراء التغييرات اللازمة على قانون المساواة لضمان ذلك.
في 27 يونيو 2013، قدمت الحكومة الاسكتلندية "مشروع قانون الزواج والشراكة المدنية (اسكتلندا)" في البرلمان الإسكتلندي. أعلن المدافعون عن حقوق المثليين، الذين كانوا يحتفلون خارج برلمان المملكة المتحدة في 15 يوليو 2013 بمرور قانون الزواج (الأزواج المثليون) 2013" في مجلس اللوردات، أنهم سيواصلون حملة توسيع حق زواج المثليين لكل من اسكتلندا وأيرلندا الشمالية.
وقد أعلن معظم أعضاء البرلمان الإسكتلندي دعمهم لزواج المثليين، بما في ذلك زعيم كل حزب في البرلمان: أليكس سالموند (الحزب القومي الاسكتلندي، حينها الوزير الأول لاسكتلندا)، يوهان لامونت (حزب العمال الإسكتلندي)، روث ديفيدسون (حزب المحافظين الإسكتلندي)، ويلي ريني (الحزب الديمقراطي الليبرالي الإسكتلندي)، وباتريك هارفي (حزب الخضر الإسكتلندي).
تم تسريع مشروع القانون من خلال البرلمان الإسكتلندي بهدف الحصول على الموافقة الملكية على التشريع بحلول مارس 2014.
نظرت لجنة تكافؤ الفرص في مشروع القانون من 5 سبتمبر إلى 7 نوفمبر، مع نشر تقرير في 8 نوفمبر. وفي 20 تشرين الثاني/نوفمبر، مر مشروع القانون في قراءته الأولى في تصويت 98 صوتا لصالحه مقابل 15 صوتا فقط وامتناع 5 أعضاء عن التصويت (98-15-5). من بين 98 من أعضاء البرلمان الإسكتلندي الذين صوتوا بـ «نعم» على مشروع القانون، كان 52 عضواً عن الحزب القومي الإسكتلندي، و 31 عضواً عن حزب العمال الإسكتلندي، و 7 أعضاء عن حزب المحافظين الإسكتلندي، و 4 أعضاء عن الحزب الليبرالي الديمقراطي الإسكتلندي، وعضوين عن حزب الخضر الإسكتلندي، وكان اثنان من المستقلين. ومن بين الـ 15 من أعضاء البرلمان الإسكتلندي الذين صوتوا بـ «لا» على مشروع القانون، كان 6 أعضاء عن الحزب القومي الإسكتلندي، و8 أعضاء عن حزب المحافظين الإسكتلندي، وعضو واحد عن حزب العمال الإسكتلندي. من بين الـ 5 من أعضاء البرلمان الإسكتلندي الذين امتنعوا عن التصويت، كان اثنان من أعضاء الحزب القومي الإسكتلندي، و3 أعضاء عن حزب العمال الإسكتلندي.
عاد مشروع القانون إلى لجنة تكافؤ الفرص للمرحلة الثانية. ونظرت اللجنة في مشروع القانون في 19 ديسمبر 2013، ورفضت العديد من التعديلات التي اقترحها معارضو التشريع. واصلت اللجنة المرحلة الثانية في 16 يناير 2014.
تم إجراء مناقشة المرحلة النهائية والتصويت في 4 فبراير 2014. تمت الموافقة على مشروع القانون في تصويت 105 لصالحه مقابل 18 صوتا ضده، مع عدم وجود أي امتناع عن التصويت. حصل مشروع القانون على الموافقة الملكية كقانون الزواج المدني والشراكة (اسكتلندا) 2014
(بالإنجليزية: Marriage and Civil Partnership (Scotland) Act 2014)‏ باللغة الاسكتلندية: (Mairiage an Ceevil Pairtnership (Scotland) Act 2014)؛ باللغة الغيلية الاسكتلندية: (Achd Pòsaidh is Com-pàirteachasan Sìobhalta (Alba) 2014) في 12 مارس عام 2014، وتم عقد أول زواج مثلي في 31 ديسمبر 2014.

### إحصائيات
تم تنفيذ 462 حالة زواج مثلي في اسكتلندا في الأشهر الخمسة الأولى بعد دخول قانون الزواج والشراكة المدنية (اسكتلندا) 2014 حيز التنفيذ. شكل حالات زواج المثليين 12% من جميع حالات الزواج التي أجريت خلال ذلك الوقت.
في مارس 2016، أظهرت إحصائيات نشرتها سجلات اسكتلندا الوطنية أن 1,671 حالة زواج مثلي جرت في اسكتلندا في عام 2015. ومن بين هؤلاء، تم تحويل 935 حالة من الشراكات المدنية القائمة وعقد 736 من حالات زواج المثليين الجديدة. في عام 2016، كان هناك 998 حالة زواج من نفس الجنس، تمثل 3.5% من حالات الزواج الـ 28.231 التي أجريت في اسكتلندا في ذلك العام.

## الرأي العام
أظهر استطلاع الرأي لعام 2014 الذي نشرته مؤسسة الاتجاهات الاجتماعية الاسكتلندية أن 68% من الاسكتلنديين يؤيدون زواج المثليين، بينما عارضه 17%. كان الدعم أعلى بين الشباب (83%) مقارنة بين الأشخاص فوق 65 (44%)، بين النساء (72%) بين الرجال (63%)، وبين الملحدين أو الأشخاص غير المتدينين (81%) مقارنة بالكاثوليك (60%)، أو أتباع كنيسة اسكتلندا (59 %).